# Escut de Cal Cansalader
L'Escut de Can Cansalader és una obra de Flix (Ribera d'Ebre) inclosa a l'Inventari del Patrimoni Arquitectònic de Catalunya.

## Descripció
Situat dins del nucli urbà de la vila de Flix, al bell mig del nucli antic i formant cantonada entre la plaça i el carrer Major. L'edifici és de planta rectangular i està distribuït en planta baixa i tres pisos, tot i que les plantes superiors han estat completament reformades. La part més destacable de la construcció, orientada a la plaça Major, és la planta baixa, ja que conserva un parament bastit en carreus de pedra escairats i disposats en filades. El portal d'accés és d'arc escarser adovellat, amb la clau gravada amb un escut. Es tracta d'un escut de pedra de forma ovalada, amb la representació d'un freixe central amb una prominent arrel, envoltat de motius decoratius de temàtica geomètrica i vegetal. Sembla que es tractaria del símbol de la vila de Flix.